# Vita (La Rappresentante di Lista)
Vita è un singolo del gruppo musicale italiano La Rappresentante di Lista, pubblicato il 9 luglio 2021 come primo estratto dalla riedizione del quarto album in studio My Mamma.

## Descrizione
(Il duo in occasione della presentazione del singolo.)

Il brano rappresenta un omaggio all'artista siciliano Nino Gennaro, morto di AIDS nel 1995, il quale era noto per scrivere a mano dei quaderni per poi regalarli alle persone più care. Il polistrumentista Dario Mangiaracina ha raccontato di averne trovato uno all'età di vent'anni e di essere rimasto colpito da una frase recitante «o sei felice, o sei complice», dalla quale ha deciso di sviluppare un brano:
Nel 2022 il singolo è stato incluso nella lista tracce dell'EP Ciao ciao, uscito a dicembre.

## Video musicale
Il video, pubblicato il 23 luglio 2021 attraverso il canale YouTube del duo, è stato girato presso il museo MAXXI di Roma e mostra i due componenti del gruppo cantare e muoversi presso le varie stanze del museo.

## Tracce
Testi di Veronica Lucchesi e Dario Mangiaracina, musiche di Veronica Lucchesi, Dario Mangiaracina, Dario Faini e Federica Abbate.
1. Vita – 3:32